# Královský kámen (Ralská pahorkatina)
Královský kámen (315 m n. m.), též Králův vrch, je návrší v okrese Česká Lípa Libereckého kraje, ležící asi 2 km východně od města Doksy na příslušném katastrálním území. Nejznámější útvar z celého návrší je skalní blok zvaný Králův stolec (305 m n. m.).

## Popis vrchu

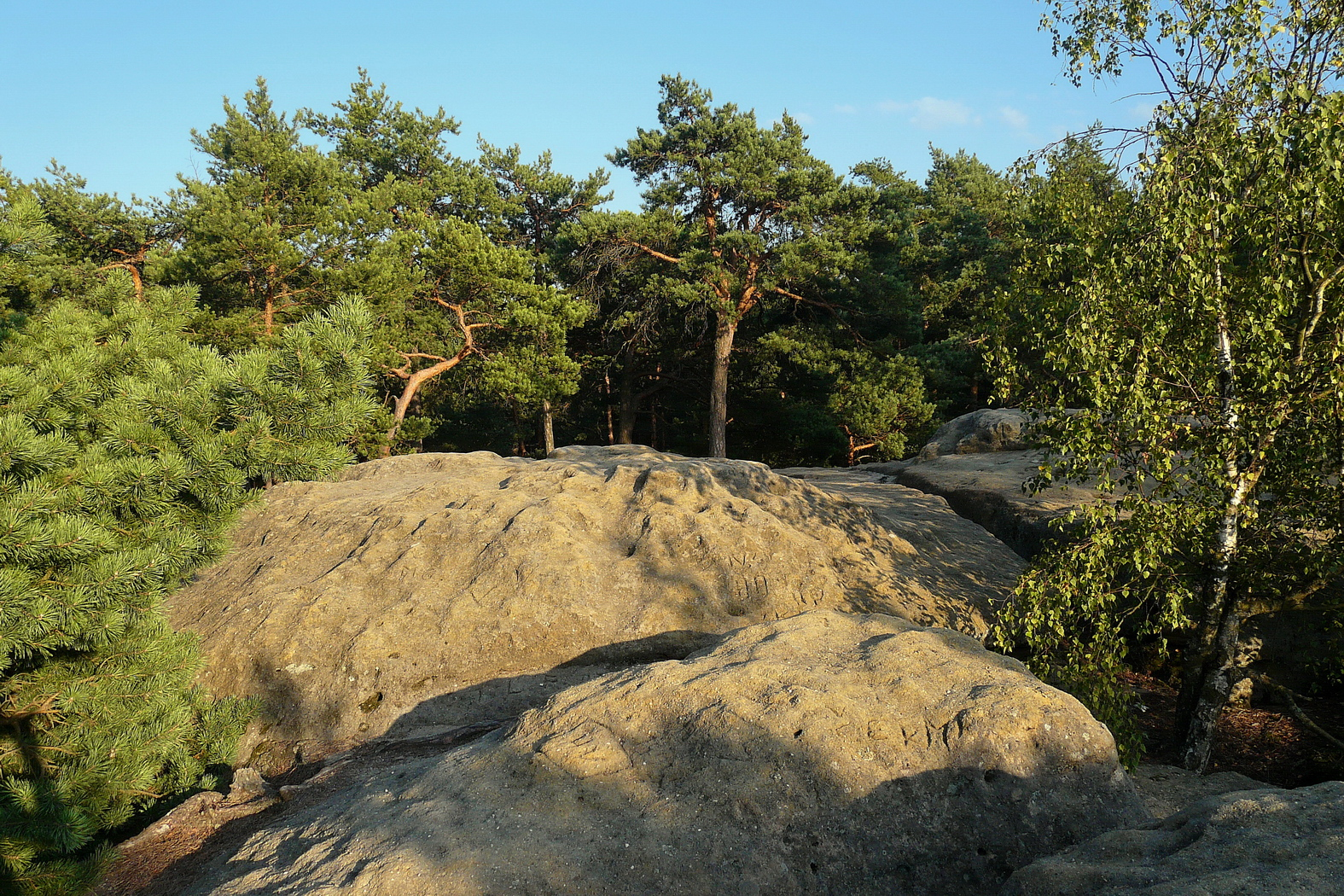
Na Králově stolci

Z několika míst na pískovcových blocích se nad stromy otevírají částečné výhledy na okolní krajinu.

## Králův stolec
Nejmohutnější z několika skalních pískovcových bloků na tomto návrší se nazývá Králův stolec. Na Králově stolci podle pověsti odpočíval roku 1360 král Karel IV. (odtud název bloku i celého návrší) a kochal se pohledem na jím založený Velký rybník (Máchovo jezero). Dnes je již výhled přímo ze skalního bloku zarostlý, ale v okolí bloku jsou mezi stromy omezené výhledy na blízké vrchy Velká a Malá Buková, Mlýnský vrch a Pecopala.

## Geomorfologické zařazení
Vrch náleží do celku Ralská pahorkatina, podcelku Dokeská pahorkatina, okrsku Bezdězská vrchovina a podokrsku Slatinská pahorkatina.

## Přístup
Ke Královu stolci vede odbočka ze zelené turistické trasy (Bezděz – Staré Splavy - park.) a naučné stezky Se Čtyřlístkem okolo Blaťáku. Automobil je možno zanechat v Doksech, Břehyni či u silnice tato sídla spojující.

### Souřadnice
1. ↑  50°34′ s. š., 50°34′ v. d.